# Daternomina hamata
Daternomina hamata là một loài Trichoptera trong họ Ecnomidae. Chúng phân bố ở miền Australasia.